# Luzitanci (narod)
Luzitanci (latinski: Lusitani) su iberski narod, koji je u antičko doba bio naseljen u zapadnim dijelovima Pirenejskog poluotoka ili, pak, rimskoj provinciji Hispaniji. Braneći svoju slobodu, vodili su protiv Rimljana dugotrajne gerilske borbe od 192. pr. Kr. do 139. pr. Kr. U tim borbama naročito se isticao njihov vođa Virijat.
U 1. stoljeću pr. Kr., na teritoriju gde su oni živjeli, Rimljani su osnovali provinciju Luzitaniju s glavnim gradom Emerita Augusta) (danas Mérida).
Danas se zemlje koje govore jezicima Pirenejskog poluotoka nazivaju upravo luzofonskim zemljama ili zajedničkim imenom Luzofonijom, te zajedno s drugim državama koje govore romanskim jezicima čine Frankofoniju.

## Značenje danas
Danas se termini Luzitanci i Luzitanija koriste kao metafora za Portugalce i Portugal, naročito u književnosti. Luzofon je termin koji opisuje govornika portugalskog jezika. 